# Ближнє Борисово
Ближнє Борисово (рос. Ближнее Борисово) — село в Кстовському районі Нижньогородської області Російської Федерації.
Населення становить 1273 особи. Входить до складу муніципального утворення Ближнеборисовська сільрада.

## Історія
Від 2009 року входить до складу муніципального утворення Ближнеборисовська сільрада.

## Населення
| 2002 | 2010  |
| ---- | ----- |
| 1124 | ↗1273 |